# Nondewittea globulifera
Nondewittea globulifera är en kackerlacksart som först beskrevs av Karlis Princis 1963.  Nondewittea globulifera ingår i släktet Nondewittea och familjen småkackerlackor.
Artens utbredningsområde är Guinea. Inga underarter finns listade i Catalogue of Life.